# Chicken Skin Music
Chicken Skin Music är ett musikalbum av Ry Cooder som lanserades 1976 på Reprise Records. "Chicken skin", "kycklingskin" är hawaiiansk slang för gåshud. Albumet blev ingen större kommersiell framgång i USA, men sålde bättre i Europa. "He'll Have to Go" blev en hit i några mellaneuropeiska länder. Ry Cooder spelar ett stort antal olika instrument på skivan, bland dem dragspel, hawaiigitarr, mandolin och flera andra sorters gitarrinstrument.

## Låtlista
(kompositör inom parentes)
1. "The Bourgeois Blues" (Leadbelly) – 3:22
2. "I Got Mine" (Trad.) – 4:28
3. "Always Lift Him Up/Kanaka Wai Wai" (Trad.) – 6:01
4. "He'll Have to Go" (Joe Allison, Audrey Allison) – 5:07
5. "Smack Dab in the Middle" (Chuck Calhoun) – 3:18
6. "Stand by Me" (Ben E. King, Jerry Leiber, Mike Stoller) – 3:38
7. "Yellow Roses" (Ken Devine, Sam Nichols) – 6:11
8. "Chloe" (Gus Kahn, Neil Moret) – 3:00
9. "Goodnight Irene" (Leadbelly, John Lomax) – 4:32

## Listplaceringar
- Billboard 200, USA: #177[1]
- Nederländerna: #7[2]